# 平井昌信
平井 昌信（ひらい まさのぶ、1924年 - 2019年（平成31年）1月）は、元東京農業大学造園学科助教授。東京農業大学東京緑友会相談役。造園家、
1945年東京農業大学卒業。代表作の武蔵丘陵森林公園他一連の造園設計 で、昭和49年度日本造園学会賞受賞。1993年第15回日本公園緑地協会北村賞受賞。
著書に『都市緑地の計画と設計』（彰国社、1987年）など。